# Oenothera rosea
Oenothera rosea é uma espécie de planta com flor pertencente à família Onagraceae. 
A autoridade científica da espécie é L'Hér. ex Aiton, tendo sido publicada em Hortus Kewensis 2: 3. 1789.

## Portugal
Trata-se de uma espécie presente no território português, nomeadamente em Portugal Continental, no Arquipélago da Madeira e no Arquipélago dos Açores.
Em termos de naturalidade é introduzida nas duas regiões atrás indicadas.

## Protecção
Não se encontra protegida por legislação portuguesa ou da Comunidade Europeia.